# Петров, Валерий Валентинович
Валерий Валентинович Петров (род. 15 марта 1968) — советский и российский хоккеист, нападающий.
Практически всю карьеру провёл в клубах Ленинграда — Санкт-Петербурга «Звезда»/СКА-2 (1986/87 — 1988/89, 1992/93 — 1993/94), СКА (1987/88 — 1988/89, 1991/92 — 1993/94), «Ижорец» (1994/95 — 1996/97), «Спартак» (1997/98). В переходном турнире РХЛ 1996/97 выступал за «Нефтяник» Альметьевск.